# Wełyka Rybycia
Wełyka Rybycia (ukr. Велика Рибиця) – wieś na Ukrainie, w obwodzie sumskim, w rejonie sumskim, w hromadzie Myropilla. W 2001 liczyła 690 mieszkańców, spośród których 668 wskazało jako ojczysty język ukraiński, a 22 rosyjski. Na dzień 23 czerwca 2025 r. we wsi pozostało 5 osób.